# アルブレヒト・マイヤー

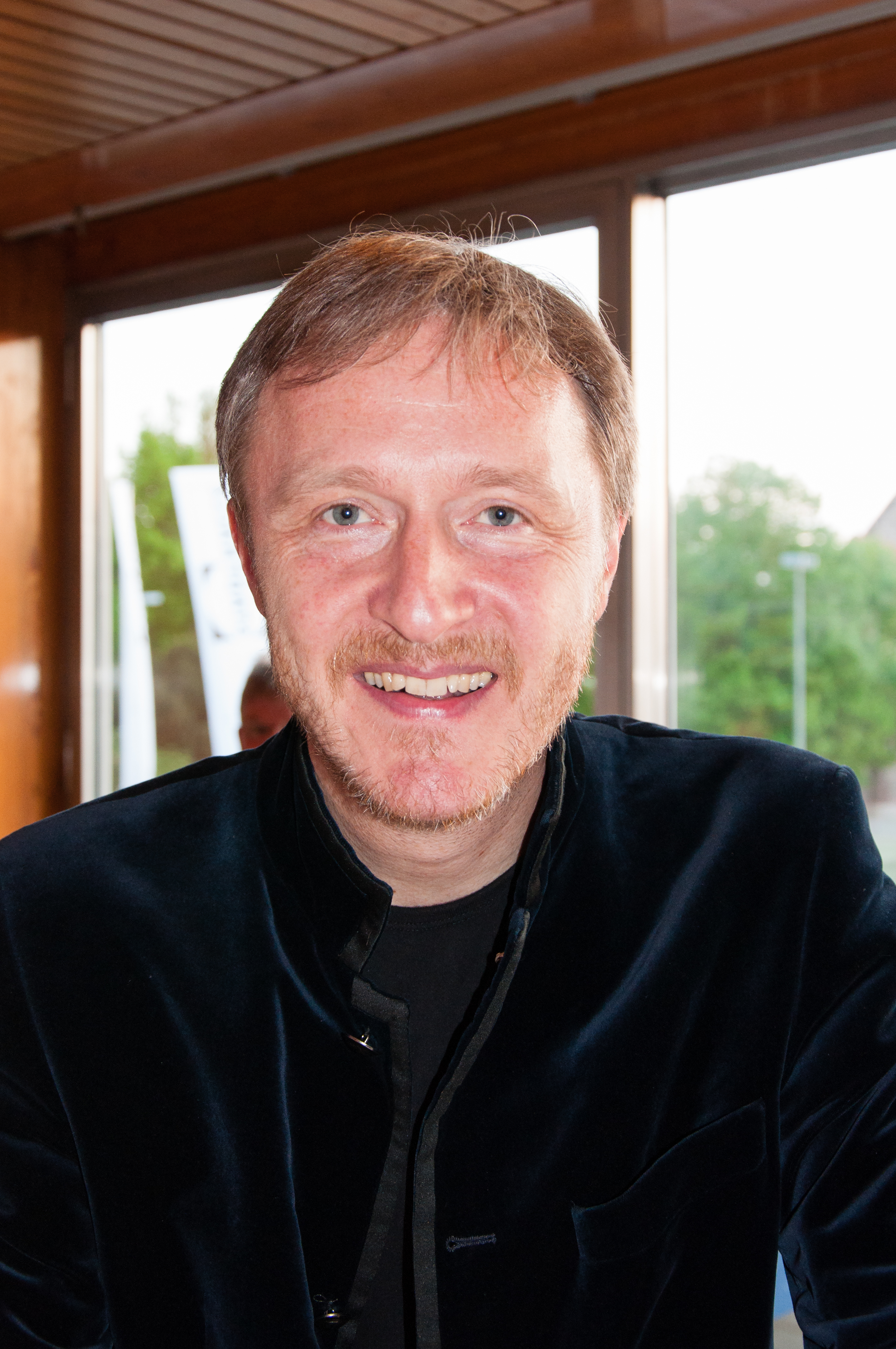
アルブレヒト・マイヤー

アルブレヒト・マイヤー（Albrecht Mayer、1965年6月3日 - ）は、ドイツのオーボエ奏者。

## 経歴
1965年、西ドイツのバイエルン州エアランゲンに生まれ、幼少の頃からオーボエを始める。バンベルク交響楽団首席奏者であったゲアハルト・ショイヤーに師事した後、国立パリ音楽院でモーリス・ブルグに師事する。クラウディオ・アバドの提唱により設立されたECユース・オーケストラに参加するなど、早くからその才能の片鱗を示す。2年間の兵役を経てハノーファー音楽大学に入学、インゴ・ゴリツキに師事。1990年、バンベルク交響楽団首席オーボエ奏者に就任。1992年、ベルリン・フィルハーモニー管弦楽団首席オーボエ奏者に就任する。

## 現在の活動
ベルリン・フィル首席奏者としての活動のほか、グスタフ・マーラー・ユーゲントオーケストラやザビーネ・マイヤー管楽アンサンブル、ベルリン・バロック・ゾリステンのメンバーとしても活躍し、アバドの指揮でモーツァルトのオーボエ協奏曲をドイツ・グラモフォンに録音している。